# Арноальд (епископ Меца)
Арноальд (фр. Arnoald, лат. Arnoldus; около 560 — около 611) — двадцать пятый епископ Меца между 601 или 603 и 611 годом. Католический святой. Днём его памяти является 9 октября. Был маркграфом на Шельде.

## Биография

### Епископ Меца

#### Свидетельства средневековых источников
Данных об епископе Арноальде не много. В 616 году святой Бертран, епископ Ле-Мана, в своём завещании упоминал, что Агиульф со своим племянником Арноальдом, захватил какое-то имущество, принадлежавшее епархии Ле-Мана.
Около 784 года Павел Диакон в «Деяниях мецких епископов» писал: «Агиульф, который, как говорят, был рождён дочерью короля франков Хлодовея, а отец его происходил из знатной сенаторской семьи. За ним воспоследовал его племянник по имени Арноальд. За ним следовал Папполь…»
С XIII века Арноальд традиционно считается основателем аббатства Святого Арнульфа де Меркинген. Земли, составившие область аббатства, были уступлены австразийским королём Теодебертом II епископу, пообещавшему основать там монастырь. В настоящее время эти земли являются кварталом в восточной части Саарбрюккена, Санкт-Арнуаль Маркт.
В некоторых исторических источниках сообщается, что 609 году Арноальд отказался от епископской кафедры и стал отшельником.

#### Свидетельства современных исследователей
В начале XIX века Клод Филипп де Вивиль предложил считать датами служения Арноальда на епископской кафедре 599—609 годы. Анализ уставов, епископских списков и сопоставление с современными историческими документами, осуществленное Йргом Ярнутом, позволяет предположить, что Арноальд был епископом в промежутке между 603 и 611 годами, что подтверждает традицию, которая утверждает, что Арноальд был епископом в течение восьми лет и месяца. Однако смерть Агиульфа, предшественника Арноальда, произошла, как считается в современной исторической науке, в 601 году.

### Семья и потомки
Первое упоминание о родословной Арноальда содержится у Павла Диакона, который говорит, что дядя Арноальда, его предшественник Агиульф, был сыном дочери Хлодвига I. Затем в генеалогическом списке епископов Меца, написанном в 810 году, «Commemoratio genealogiae domni Karoli gloriossimi imperatoris», говорится, что Арноальд являлся сыном Ансберта и Билихильды, дочери самого короля франков Хлотаря I, и добавляется, что святой Арнульф, предок Каролингов, был сыном Арноальда.
Недавний анализ этих традиций, исходя из известных имён родственников и других данных ономастики, отклоняет родственную связь с Хлотарем, исправляет Хлодвига на Хлодериха и считает, что Арноальд является не отцом, а тестем святого Арнульфа.
Традиция приписывает ему супругу по имени Ода, но это результат смещения: Эгидий д’Орвал (1250 год) говорит что «…Лотарь, король франков, отец Дагоберта, был отцом Билихильды, которая родила от благородного Ансберта Арноальда или Бодогизеля, которого также называли Боггис. Боггис от жены Оды родил сына Арнульфа Мецкого…». Однако, в настоящее время историческая наука отвергла версию о том, что Арноальд и Бодогизель один и тот же человек.
Имя супруги Арноальда осталось неизвестным; от неё родилась:
- Дода Мецская, сочетавшаяся браком со святым Арнульфом и ставшая в 612 году монахиней в Трире.

### Смерть
Традиционно считается, что Арноальд похоронен в аббатстве Святого Арнульфа де Меркинген. В 1989 по 1995 годах при проведении раскопок в церкви Святого Арноальда Саарбрюккена в средокрестии здания было обнаружено погребение времен Меровингов, к которой были как бы обращены другие могилы.